# اف.کی. ۲۴ بابون
اف. کی. ۲۴ بابون (به انگلیسی: BAT_Baboon) یک هواگرد ملخ‌پیشین تک‌موتوره از نوع Two-seat آموزشی ساخت شرکت British Aerial Transport Company Limited است. هواگرد اف.کی. ۲۴ بابون نخستین پروازش را در ۱۹۱۸ میلادی انجام داد. در مجموع، تعداد ۱ فروند از این هواگرد ساخته شده‌است.
طراح این هواگرد، Frederick Koolhoven and Robert Noorduyn بود.